# Patos (město)
Patos (albánsky: Patos nebo Patosi) je město v Albánii v okrese Fier, které má 32 078 obyvatel (stav při sčítání v roce 2005). Nachází se 7 km od Fieru, mírně stranou hlavní silnice Fier–Roskovec. Sídlí zde fotbalový klub Klubi Sportiv Albpetrol.

## Historie
Město vzniklo rychlým rozvojem malé vesničky v meziválečném období a především po druhé světové válce díky ropnému průmyslu. Ještě v roce 1927 zde žilo jen 341 obyvatel. Dramatický růst znamenal vznik bytových domů podle plánovaného vzoru podél hlavní silnice, zřízení knihovny, zdravotnických a dalších institucí. Stavební práce byly ve velkém zahájeny v roce 1949. Sestěhovali se sem lidé z celé Albánie, především ale z oblastí regionů Skrapar a Laberia. Modernizováno bylo také okolní zemědělství, byly zbudovány nové vodní nádrže, které pomáhají se zavlažováním polí během suchého léta.
Po pádu komunistického režimu v roce 1991 došlo ale k úpadku průmyslu. Region je navíc značně postižen škodami na životním prostředí. Těžební zařízení v okolí se rozpadají, nebyla udržována třicet let a stát přemýšlí nad způsobem sanace ekologické havárie. V souvislosti s tím byla kompletně renovována vodovodní síť a další infrastruktura ve městě.
V roce 2015 byly k původnímu městu připojeny obce Ruzhdija a Zharrës.

## Ekonomika
V současné době je v blízkosti města hlavním ropným polem Patos-Marinza, kde těží ropu společnosti Bankers Petroleum a Albpetrol. Okolní krajina je intenzivně zemědělsky využívána. Rozšířené je také pěstování oliv.

## Doprava
Město je napojeno regionální silnicí na blízký Fier. Železniční trať do Patosu nesměřuje.

## Sport
Místní fotbalový tým nese název „Albpetrol“, své nejlepší výsledky měl v 90. letech 20. století. Hraje na stadionu (fotbalovém i atletickém) který se nachází ve východní části Patosu.